# Aphrastochthonius palmitensis
Aphrastochthonius palmitensis är en spindeldjursart som beskrevs av William B. Muchmore 1986. Aphrastochthonius palmitensis ingår i släktet Aphrastochthonius och familjen käkklokrypare. Inga underarter finns listade i Catalogue of Life.